# Ternopili terület
A Ternopili terület (Тернопільська область) egy közigazgatási egység Ukrajna nyugati részén, székhelye Ternopil. Területe 13 823 km², népessége 2005-ben 1,138 millió fő volt. Északon a Rivnei, nyugaton a Lvivi és az Ivano-frankivszki, délen a Csernyivci, keleten a Hmelnickiji területtel határos. 1939. december 4-én hozták létre.

## Gazdaság
A terület gazdasága közepesen fejlett, a gazdasági ágazatok specializálódtak – élelmiszeripar, könnyűipar és gépipar, gabonatermesztés, hús- és tejtermelő állattenyésztés. A legfejlettebb gazdasági ágazat az élelmiszeripar, azon belül pedig a cukoripar. A gépgyártásban a mezőgazdasági gépek és berendezések gyártása játssza a vezető szerepet. A könnyűipar vezető ágazata a textilipar. A villamos energia jelentős részét a Lvivi területről hozzák be, ezenkívül találhatóak a területen kisebb, helyi erőművek is. A mezőgazdaságban a gabonafélék, cukorrépa, burgonya termesztése dominál, szarvasmarha és sertéstenyésztéssel foglalkoznak. 

## Közigazgatás[2][3][4]
A terület 2020 óta 3 járásra bomlik.
| Járás           | Székhely | Népesség (ezer fő) | Város | Városi jellegű település |
| --------------- | -------- | ------------------ | ----- | ------------------------ |
| Csortkivi járás | Csortkiv | 326,745            | 7     | 8                        |
| Kremeneci járás | Kremenec | 141,675            | 4     | 1                        |
| Ternopili járás | Ternopil | 562,142            | 7     | 8                        |

A területben található 5,000 főnél népesebb városok:
Csortkivi járás:
- Csortkiv (28,393)
- Bucsacs (12,321)
- Borszcsiv (10,765)
- Zaliszcsiki (9,021)
- Husjatyn (7,056)
- Horosztkiv (6,703)
- Kopicsinci (6,587)
- Monasztiriszka (5,492)

Kremeneci járás:
- Kremenec (20,674)
- Lanivci (8,323)
- Pocsaiv (7,691)
- Szumszk (5,366)

Ternopili járás:
- Ternopil (223,938)
- Berezsani (17,316)
- Zbarazs (13,431)
- Terebovlia (13,279)
- Kozova (8,857)
- Velika Berezovitsia (8,555)
- Pidvolocsiszk (7,663)
- Zboriv (6,664)

## Közlekedés
A területen fejlett a közlekedési komplexum. Legfontosabb vasúti csomópontok: Ternopil, Csortkiv, Bucsacs. Ternopilban repülőtér működik.